# Stoneham (Massachusetts)
Stoneham ist eine Kleinstadt im Middlesex County des Bundesstaats Massachusetts in den Vereinigten Staaten. Die Einwohnerzahl beträgt 23.244 (Stand: Volkszählung 2020). Die Siedlung ist Teil der Metropolregion Greater Boston.

## Geschichte
Die früheste dokumentierte Erwähnung des Gebietes, das heute Stoneham genannt wird, stammt aus dem Jahr 1632, als Gouverneur John Winthrop und seine Gruppe am 7. Februar auf dieses Gebiet kamen. Sie fanden Spot Pond und aßen ihr Mittagessen an einem Ort, den sie Cheese Rock nannten und der heute als Bear Hill bekannt ist. Stoneham liegt auf dem traditionellen Territorium des Wampanoag-Volkes.
Stoneham wurde erstmals 1634 von Kolonisten besiedelt und war ursprünglich ein Teil von Charlestown. Die ursprünglichen Kolonisten in der Gegend waren Whigs. Im Jahr 1678 gab es sechs Kolonisten mit ihren Familien, alle im nordöstlichen Teil der Stadt, wahrscheinlich wegen der Nähe zur Siedlung in Reading (heute Wakefield).
Bis 1725 war die Bevölkerung des Charlestown End genannten Gebiets auf 65 männliche Einwohner angewachsen, die Steuern zahlten; allerdings waren sie meilenweit von der Siedlung in Charlestown entfernt und konnten deren Kirche oder Schule nicht bequem erreichen. Aus diesem Grund richteten Kapitän Benjamin Geary und 53 weitere Bewohner der Gegend eine Petition an Charlestown, die ihnen eine Abtrennung erlaubte. Die Stadt lehnte ihre Petition zunächst ab, aber am 17. Dezember 1725 verabschiedete der General Court ein Gesetz, das die neue Gemeinde Stoneham gründete, sie von Charlestown trennte und ihre Bewohner von der Verpflichtung befreite, Steuern an Charlestown zu zahlen, vorausgesetzt, dass sie innerhalb von zwei Jahren eine geeignete Kirche errichteten und einen Pfarrer und einen Schulmeister anstellten.
Das erste Versammlungshaus der Stadt wurde 1726 errichtet, und die erste Kirche wurde 1729 organisiert, wobei die Mitglieder aus den Gemeinden in Reading und Melrose entlassen wurden, um sie zu gründen. Im selben Jahr stimmte die Stadt dafür, neun Pfund für den Bau einer Schule aufzubringen, und wählte ein Komitee, um einen Schulmeister einzustellen. Stoneham blieb während der Kolonialzeit eine kleine Stadt. Spuren der kolonialen Geschichte sind noch heute im Spot Pond Archeological District des Middlesex Fells Reservats zu sehen. Während der industriellen Revolution florierte Stoneham als wichtiges Zentrum der Schuhherstellung.

## Demografie
Laut einer Schätzung von 2019 leben in Stoneham 24.126 Menschen. Die Bevölkerung teilt sich im selben Jahr auf in 90,4 % Weiße, 3,0 % Afroamerikaner, 4,5 % Asiaten und 1,1 % mit zwei oder mehr Ethnizitäten. Hispanics oder Latinos aller Ethnien machten 3,3 % der Bevölkerung aus. Das mittlere Haushaltseinkommen lag bei 101.549 US-Dollar und die Armutsquote bei 5,0 %.

## Infrastruktur
Über die Massachusetts Bay Transportation Authority ist Boston per Bahn und Bus zu erreichen.

## Sehenswürdigkeiten
Am Nordufer des Spot Pond liegt der Stone Zoo.

## Söhne und Töchter der Stadt
- Clarence Irving Lewis (1883–1964), Logiker und Philosoph
- Ted Frazier (1907–1971), Eishockeytorwart
- Mario Cantone (* 1959), Schauspieler
- Nancy Kerrigan (* 1969), Eiskunstläuferin
- Mike Colman (1968–1994), Eishockeyspieler
- Chris Johnson (* 1977), Schauspieler